# Castineta
Castineta est une commune française située dans la circonscription départementale de la Haute-Corse et le territoire de la collectivité de Corse. Elle appartient à l'ancienne piève de Rostino, en Castagniccia.

## Géographie

### Situation
Castineta est une commune dominant la moyenne vallée de la Casaluna, au cœur de la Castagniccia. Elle est située dans l'ancienne piève de Rostino.

### Géologie et relief

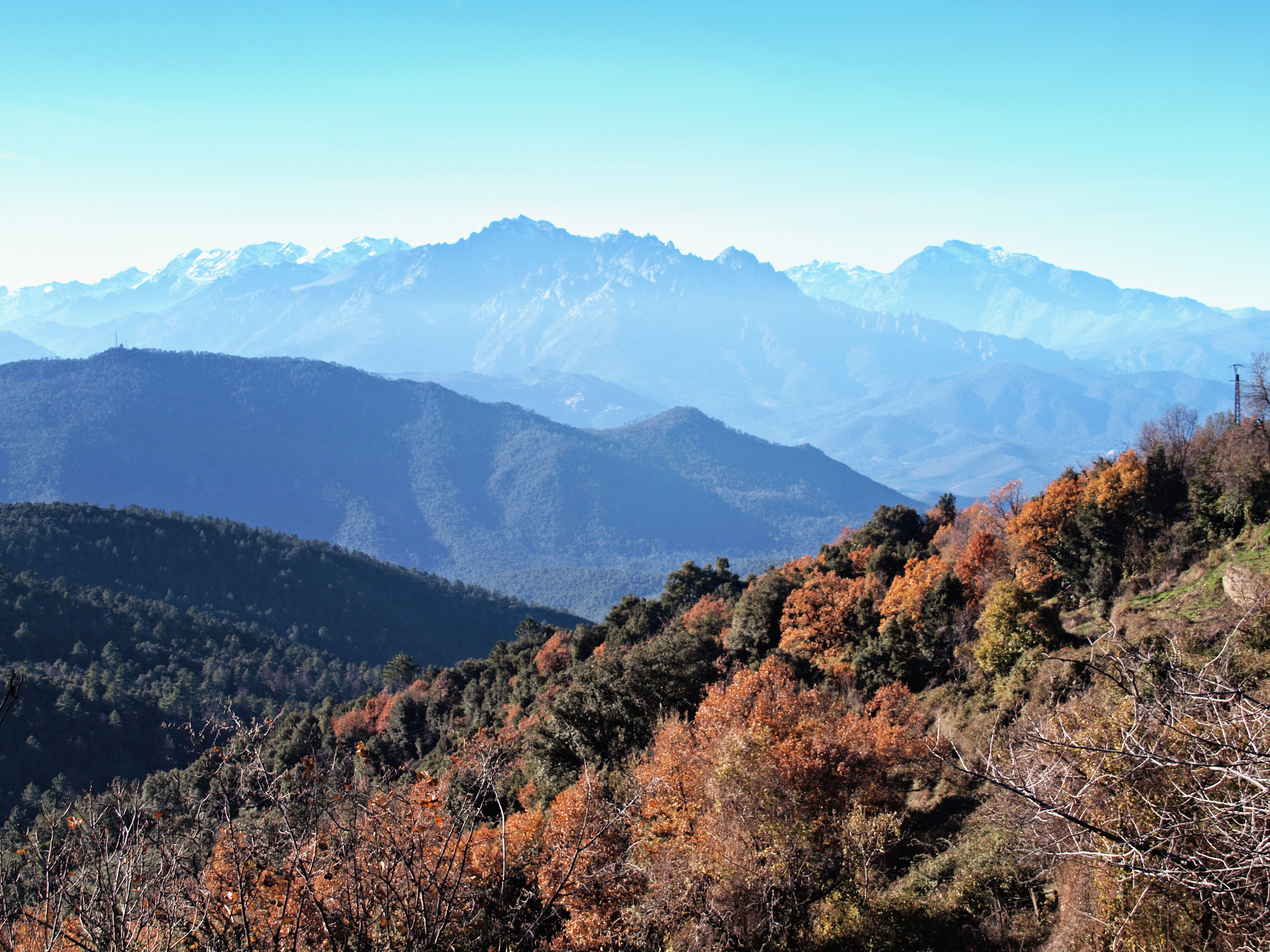
Vue sur les vallées du Prunitaccio, de la Casaluna et du Golo et des Aiguilles de Popolasca.

Castineta est une commune de moyenne montagne, sans façade littorale.
Elle se situe dans la Corse schisteuse au nord-est de l'île, dans le prolongement de l'arête schisteuse du Cap Corse ou massif de la Serra, qui se poursuit avec le massif du San Petrone et se termine au sud de la Castagniccia.
Le territoire de la commune est une longue bande de terre représentée en grande partie par le vallon du ruisseau de Prunitaccio, au nord-ouest du San Petrone. 
- À l'est il s'appuie sur environ 1,5 km, sur la dorsale de l'« en deçà des monts », celle de la Corse schisteuse au nord-est de l'île, qui comprend le San Petrone sommet culminant de la Castagniccia situé à un kilomètre plus au sud.
- À l'ouest il s'élargit en déclinant vers la vallée du Golo. Depuis le hameau de Canavaggia (Gavignano) sur la route D 13 jusqu'au hameau de Salgi (Gavignano), ses limites longent le cours de la Casaluna, la traversent puis longent sa rive gauche jusqu'à l'ouest de Rusumini et Vaccaccio où, entre deux collines (344 m et 361 m), est situé un site préhistorique[1].
- Au nord il est limité par une ligne de crête dominant la Casaluna, passant par Pedani, sommet de 910 m de haut, suivant ensuite le flanc de la montagne à une altitude moyenne de 600 m jusqu'au nord du village, enfin s'élevant en se dirigeant jusqu'à Punta di Chiarasgioli (1 211 m).
- Au sud depuis Canavaggia, ses limites sont marquées par une ligne longeant le flanc de collines, traversant deux petits cours d'eau (ruisseaux de Ripe Rosse et de Venato) avant d'atteindre le ruisseau de Prunitaccio et suivre son cours sur près d'un kilomètre. La ligne repart à l'est en direction de Punta di Timozzallo (1 185 m) en s'élevant sur le flanc des collines, jusqu'à atteindre la dorsale de la Castagniccia, 500 m au nord du Monte Goio (1 650 m).

### Hydrographie
Malgré la possession en limite de territoire des deux rives de la rivière Casaluna sur près d'un kilomètre, le principal cours d'eau de la commune est le ruisseau de Prunitaccio. Avant de traverser la commune, il s'appelle le ruisseau de Conca (dans la commune de Morosaglia) ou encore ruisseau de Funtana Maio ; le Prunitaccio reçoit les eaux des ruisseaux de Senichello et de Panicale jusqu'en amont de sa confluence avec le ruisseau de Gavignaninco au lieu-dit « Ponte ». C'est à Ponte qu'il quitte la commune après l'avoir arrosée.

### Climat et végétation
De climat moins humide que le versant oriental de la chaîne du San Petrone, la commune est néanmoins très verte, comme toute la Castagniccia en général, couverte d'un manteau végétal épais de forêt d'essences diverses, moins homogène et morcelée en différentes unités : chênes verts, chênes blancs, pins maritimes, châtaigniers, frênes, etc. La partie orientale de la commune est une partie de la forêt indivise de San Pietro d'Accia (nord), une remarquable hêtraie.
Les châtaigneraies moins omniprésentes qu'en petite Castagniccia, constituent un élément marquant dans le paysage.

### Voies de communication et transports

#### Accès routiers
Le village est traversé par la route D 639, une départementale qui relie Morosaglia à San-Lorenzo.
À l'approche de la vallée du Golo, la route D3 9 qui longe la Casaluna, emprunte par deux fois le territoire de Castineta.

#### Transports
Castineta est éloigné des métropoles régionales. La gare de Chemins de fer de la Corse la plus proche est la gare de Ponte-Leccia, distante de 20 km.

L'aéroport le plus proche est celui de Bastia distant de 43 km. Le port de commerce de L'Île-Rousse est distant de 50 km. Quant au port de commerce de Bastia, il se trouve à 57 km.

## Urbanisme

### Typologie
Au 1er janvier 2024, Castineta est catégorisée commune rurale à habitat très dispersé, selon la nouvelle grille communale de densité à sept niveaux définie par l'Insee en 2022.
Elle est située hors unité urbaine. Par ailleurs la commune fait partie de l'aire d'attraction de Corte, dont elle est une commune de la couronne,. Cette aire, qui regroupe 34 communes, est catégorisée dans les aires de moins de 50 000 habitants,.

### Occupation des sols
L'occupation des sols de la commune, telle qu'elle ressort de la base de données européenne d’occupation biophysique des sols Corine Land Cover (CLC), est marquée par l'importance des forêts et milieux semi-naturels (91,9 % en 2018), une proportion identique à celle de 1990 (91,9 %). La répartition détaillée en 2018 est la suivante : 
forêts (50,6 %), milieux à végétation arbustive et/ou herbacée (41,3 %), zones agricoles hétérogènes (8,1 %). L'évolution de l’occupation des sols de la commune et de ses infrastructures peut être observée sur les différentes représentations cartographiques du territoire : la carte de Cassini (XVIIIe siècle), la carte d'état-major (1820-1866) et les cartes ou photos aériennes de l'IGN pour la période actuelle (1950 à aujourd'hui).

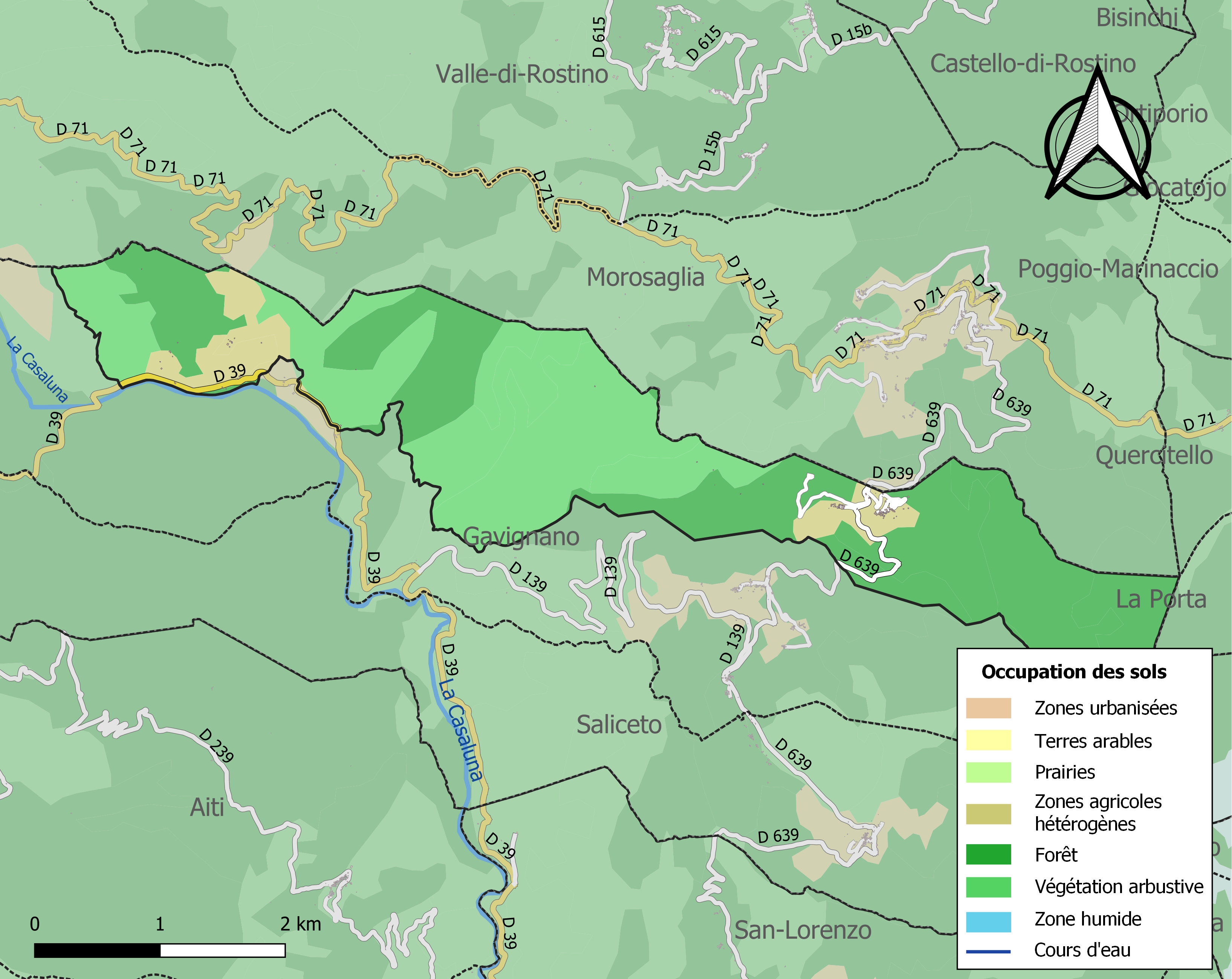
Carte des infrastructures et de l'occupation des sols de la commune en 2018 (CLC).

## Histoire

### Préhistoire
Il existe un site préhistorique sur le flanc nord d'une petite colline au lieu-dit Rusimini. Une fouille programmée a été effectuée sur ce site de 1983 à 1985. Le sommet (344 m) de la colline de Rusumini « porte une enceinte et des structures diverses (fondations d'une tour sommitale, terrasses occupées par des restes d'habitations) à proximité d'un point d'eau. L'étude des structures qui s'étendent sur une superficie de l'ordre de un hectare et le mobilier découvert permettent de dater le début de l'occupation du site à l'Âge du Bronze. C'est à cette époque que l'on peut attribuer la construction de l'enceinte, de la tour sommitale et d'autres éléments dont l'ensemble peut être comparé aux monuments torréens du Sud de la Corse. Le site a été de nouveau occupé à l'Âge du Fer, époque à laquelle il semble avoir subi des réaménagements assez importants ».

### Antiquité
Monte San Petrone (Saint-Pierre) autrefois appelé mont Nigheuno (Nigeuno en latin), était au centre des domaines pontificaux de Cella Cupia (Cellas Cupias appellatur en latin).

### Temps modernes
La pieve de Rostino comptait environ 3 250 habitants vers 1520. À l'époque, les lieux habités étaient Saliceto, Vicinato, lo Borgo, Chiamachie, Gavignani, la Petragrossa, Castineta, Sevasi, la Terchina, la Fogatella, la Brocca, Casa Pitti, Tarlagia, lo Collo, Grate, la Valle, Frasso, Pastorechia, le Balleciasce, Piano, Caniolo, Petralata, lo Vignale, Mileto, Bisinchi, Lesca.
La pieve de Rostino deviendra en 1789, le canton de Morosaglia.

### Époque contemporaine
En 1954, le canton de Morosaglia comprenait les communes de Castineta, Bisinchi, Castello-di-Rostino, Gavignano, Morosaglia, Saliceto et Valle-di-Rostino.
1971-1973 : le canton de Castifao-Morosaglia est créé avec la fusion imposée des anciens cantons de Castifao et Morosaglia.
Le 6 septembre 2010 la petite commune de Castineta était à l'honneur dans le quotidien Corse-Matin avec la parution du succès à l'élection de Miss Corse 2010, de Jade Morel, étudiante à Corte vivant au village. Fort de ce succès, l'élue a défendu les couleurs de la Corse le 4 décembre 2010 à l'élection de Miss France 2011, obtenant la dixième place.

## Politique et administration

### Liste des maires
| Période                                  | Période  | Identité             | Étiquette | Qualité              |
| ---------------------------------------- | -------- | -------------------- | --------- | -------------------- |
| Les données manquantes sont à compléter. |          |                      |           |                      |
| Août 1976                                | En cours | Jean Marc Gianmarchi | PRG       | Agriculteur retraité |

## Population et société

### Démographie
L'évolution du nombre d'habitants est connue à travers les recensements de la population effectués dans la commune depuis 1800. Pour les communes de moins de 10 000 habitants, une enquête de recensement portant sur toute la population est réalisée tous les cinq ans, les populations de référence des années intermédiaires étant quant à elles estimées par interpolation ou extrapolation. Pour la commune, le premier recensement exhaustif entrant dans le cadre du nouveau dispositif a été réalisé en 2006.

En 2022, la commune comptait 35 habitants, en évolution de −14,63 % par rapport à 2016 (Haute-Corse : +5,15 %, France hors Mayotte : +2,11 %).
| 1800 | 1806 | 1821 | 1831 | 1836 | 1841 | 1846 | 1851 | 1856 |
| ---- | ---- | ---- | ---- | ---- | ---- | ---- | ---- | ---- |
| 378  | 285  | 261  | 307  | 300  | 290  | 247  | 219  | 250  |

| 1861 | 1866 | 1872 | 1876 | 1881 | 1886 | 1891 | 1896 | 1901 |
| ---- | ---- | ---- | ---- | ---- | ---- | ---- | ---- | ---- |
| 257  | 267  | 257  | 239  | 239  | 216  | 223  | 260  | 225  |

| 1906 | 1911 | 1921 | 1926 | 1931 | 1936 | 1946 | 1954 | 1962 |
| ---- | ---- | ---- | ---- | ---- | ---- | ---- | ---- | ---- |
| 267  | 248  | 173  | 177  | 169  | 232  | 108  | 89   | 74   |

| 1968 | 1975 | 1982 | 1990 | 1999 | 2006 | 2011 | 2016 | 2021 |
| ---- | ---- | ---- | ---- | ---- | ---- | ---- | ---- | ---- |
| 63   | 45   | 37   | 31   | 53   | 53   | 55   | 41   | 37   |

| 2022 | - | - | - | - | - | - | - | - |
| ---- | - | - | - | - | - | - | - | - |
| 35   | - | - | - | - | - | - | - | - |

### Enseignement
Il n'y a pas d'école à Castineta. L'établissement le plus proche est l’école primaire publique Pascal-Paoli à Morosaglia (1,57 km).
Le collège le plus proche se trouve être celui de Moltifao à environ 17 km. Le lycée le plus proche est le lycée Pascal-Paoli de Corte à 34 km. De plus, Corte est une ville universitaire.

### Santé
Les plus proches hôpitaux sont :
- le Centre hospitalier intercommunal Corte Tattone à 20 km.
- le Centre hospitalier de Bastia à environ 50 km,

Les cabinets des médecins les plus proches sont situés à Ponte-Leccia et à Corte, à une vingtaine de kilomètres. 
Les ambulanciers les plus proches se trouvent également à Corte, de même que les masseurs kinésithérapeutes qu'on trouve également à Ponte-Leccia.
Des infirmiers sont présents à Morosaglia (19 km).

### Culte
Il n'existe qu'un lieu de culte, catholique, à Castineta. L'église paroissiale de (San Bastianu) relève du diocèse d'Ajaccio.

## Économie
Des mines de cuivre étaient autrefois exploitées à Orzella, au nord-ouest de Castineta Sottana, sous le nom de Mines de Casaluna. Il s'agit de gisements de sulfures encaissés dans des roches ultrabasiques qui avaient été exploités artisanalement.
Durant la seconde moitié du XIXe siècle, le comte Auguste Marie Le Coat de Kerveguen avait obtenu la concession d'exploitation des mines dite de Linguizetta (Inventaire général du Patrimoine culturel), était intéressé également par les gisements de Castineta et de l'Argentella.

## Culture locale et patrimoine

### Lieux et monuments

#### Église Saint-Sébastien
L'église Saint-Sébastien (San Bastianu). Sur le linteau au-dessus de la porte d'entrée est gravé « 1726 RENOTA ».

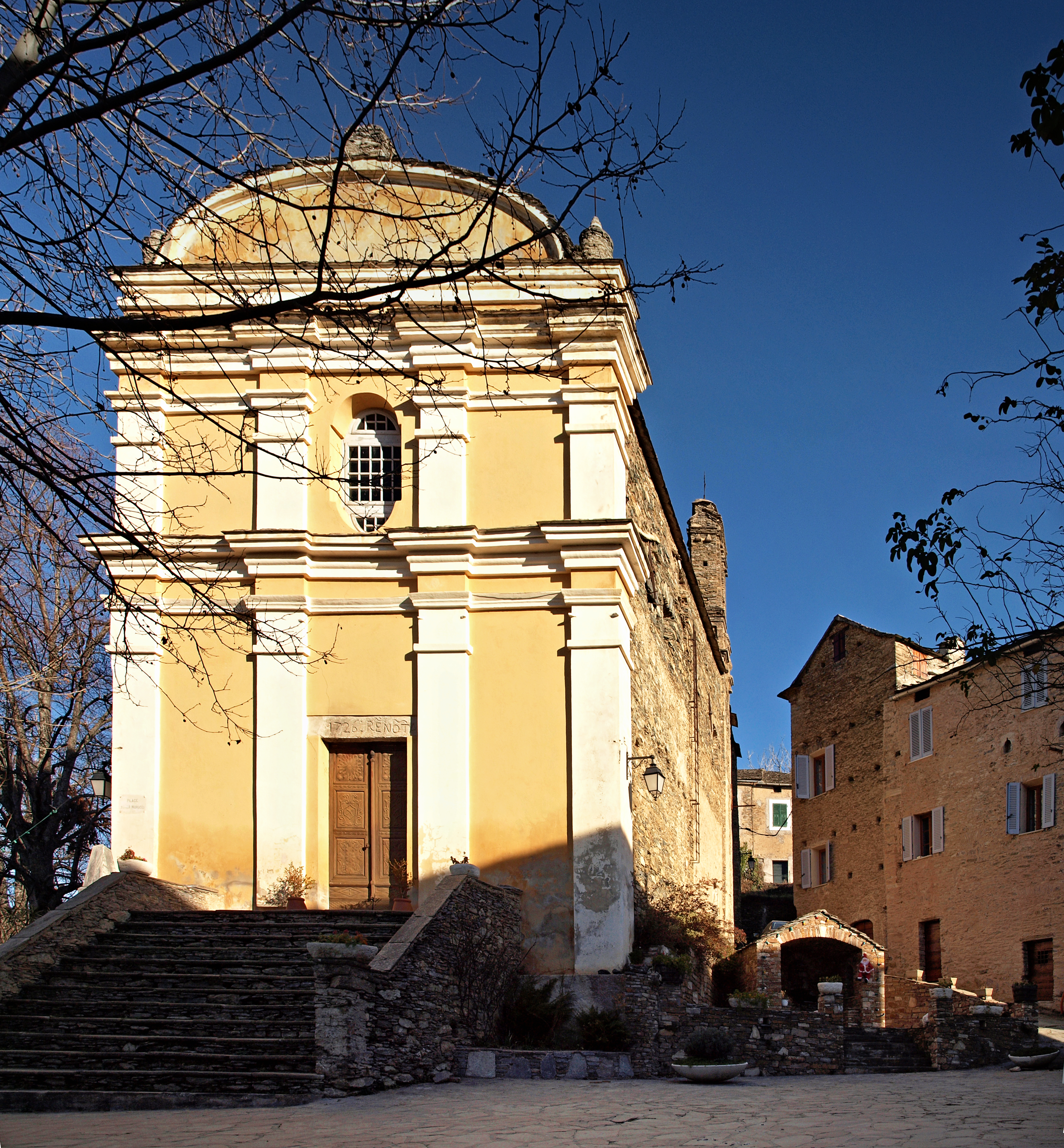
Église Saint-Sébastien.
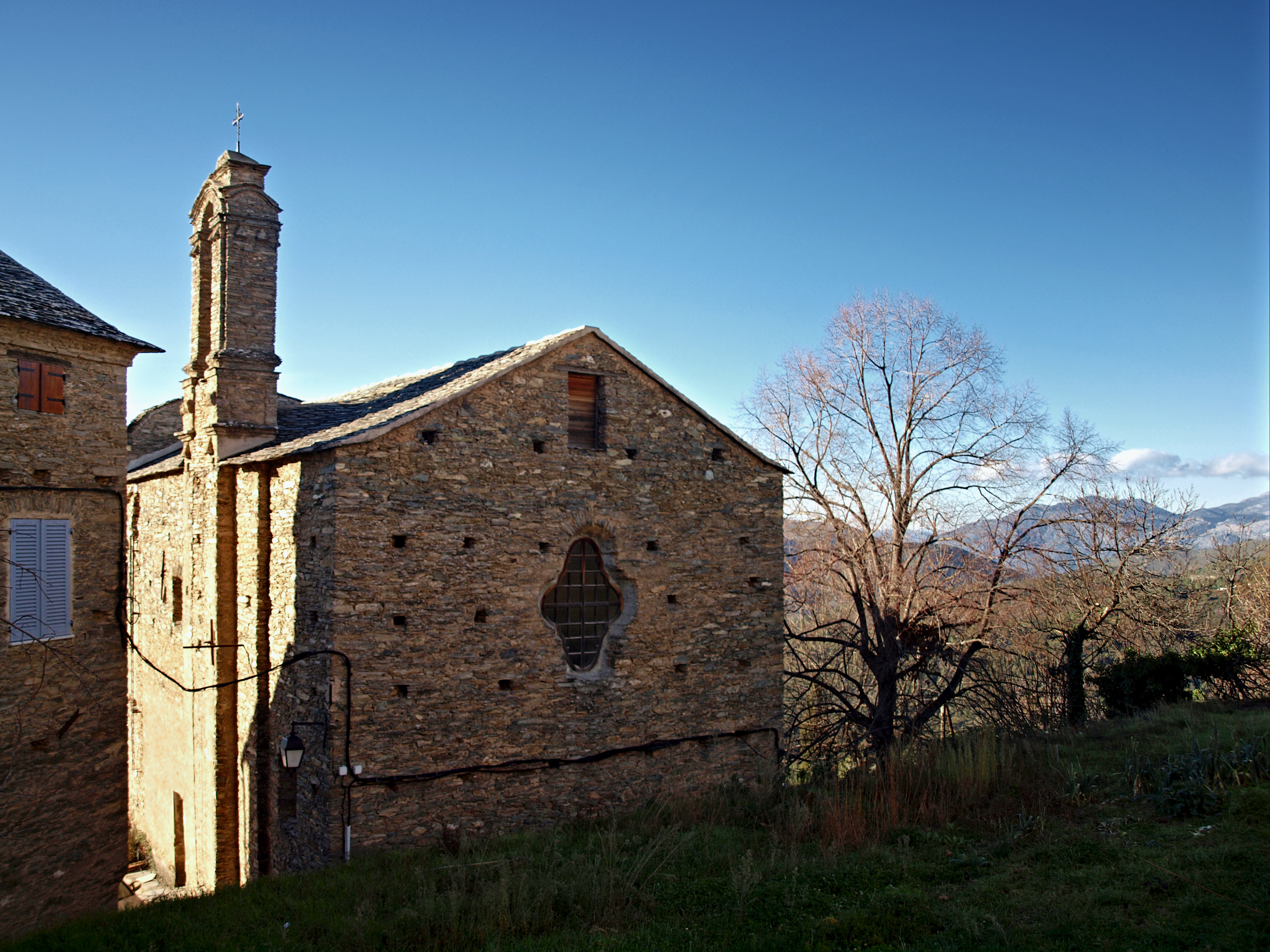
Chevet de l'église.
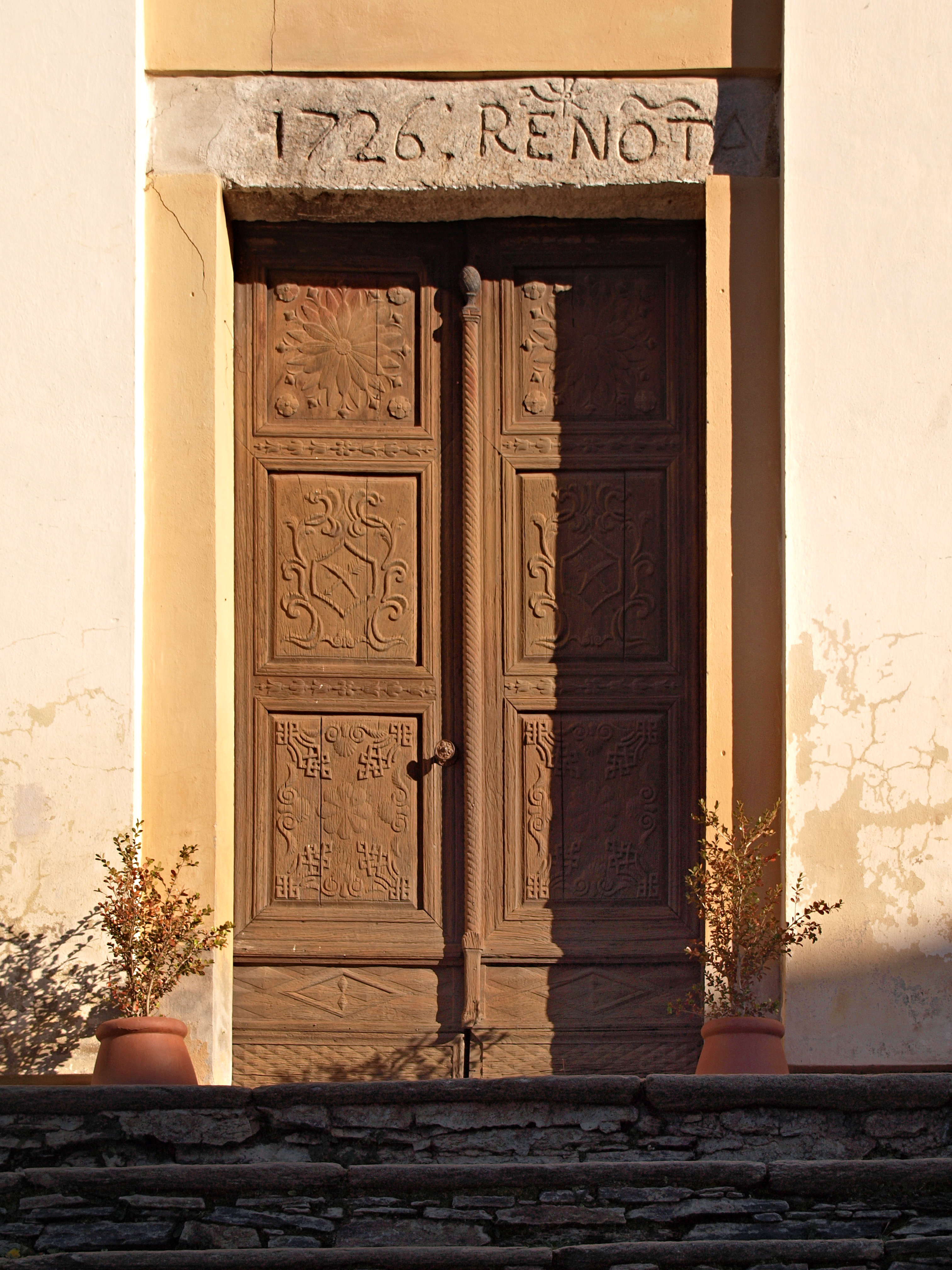
Porte d'entrée.
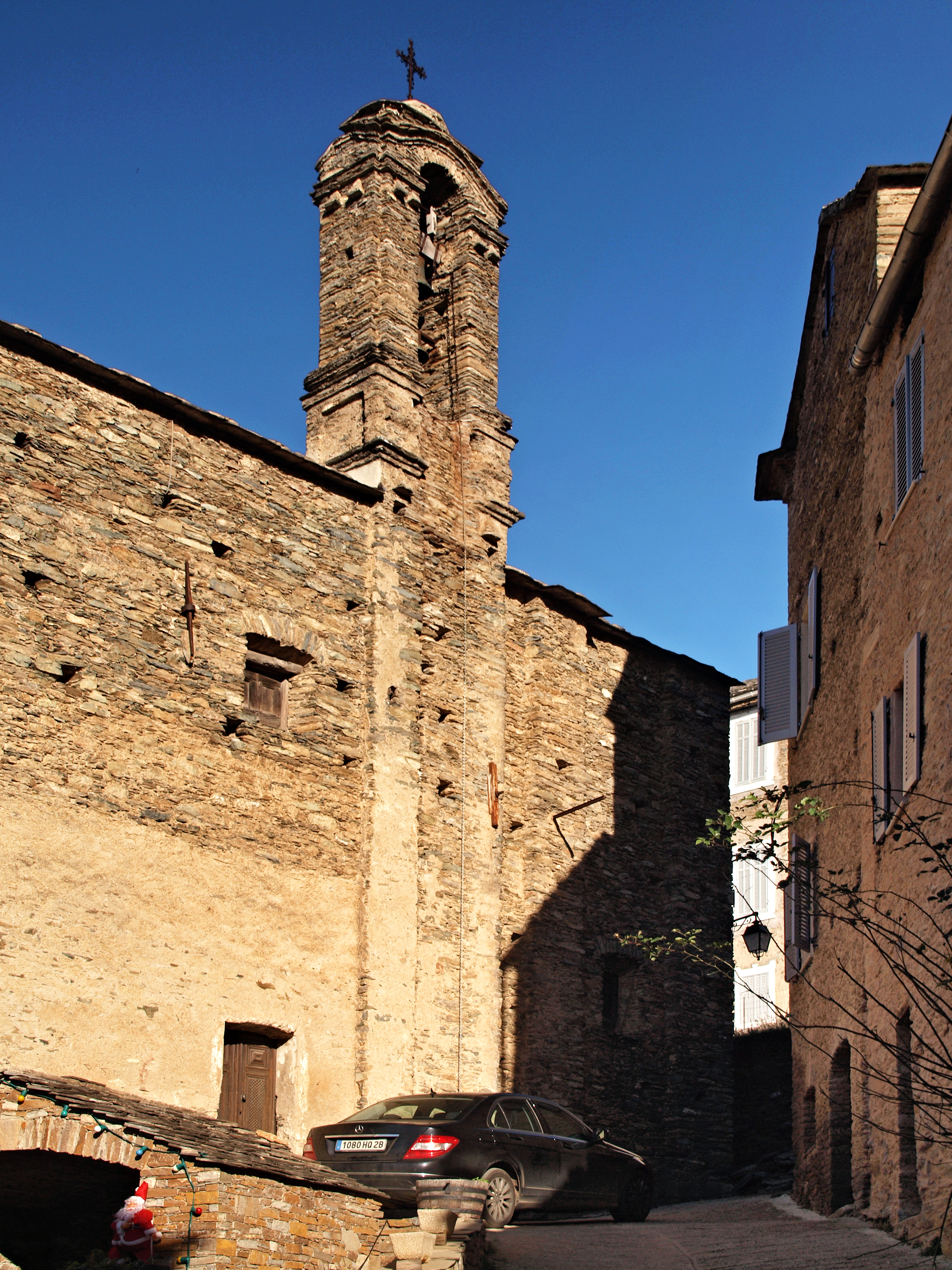
Clocher.

#### Architecture civile
- Fontaine à U Supranu.
- Monument aux morts.

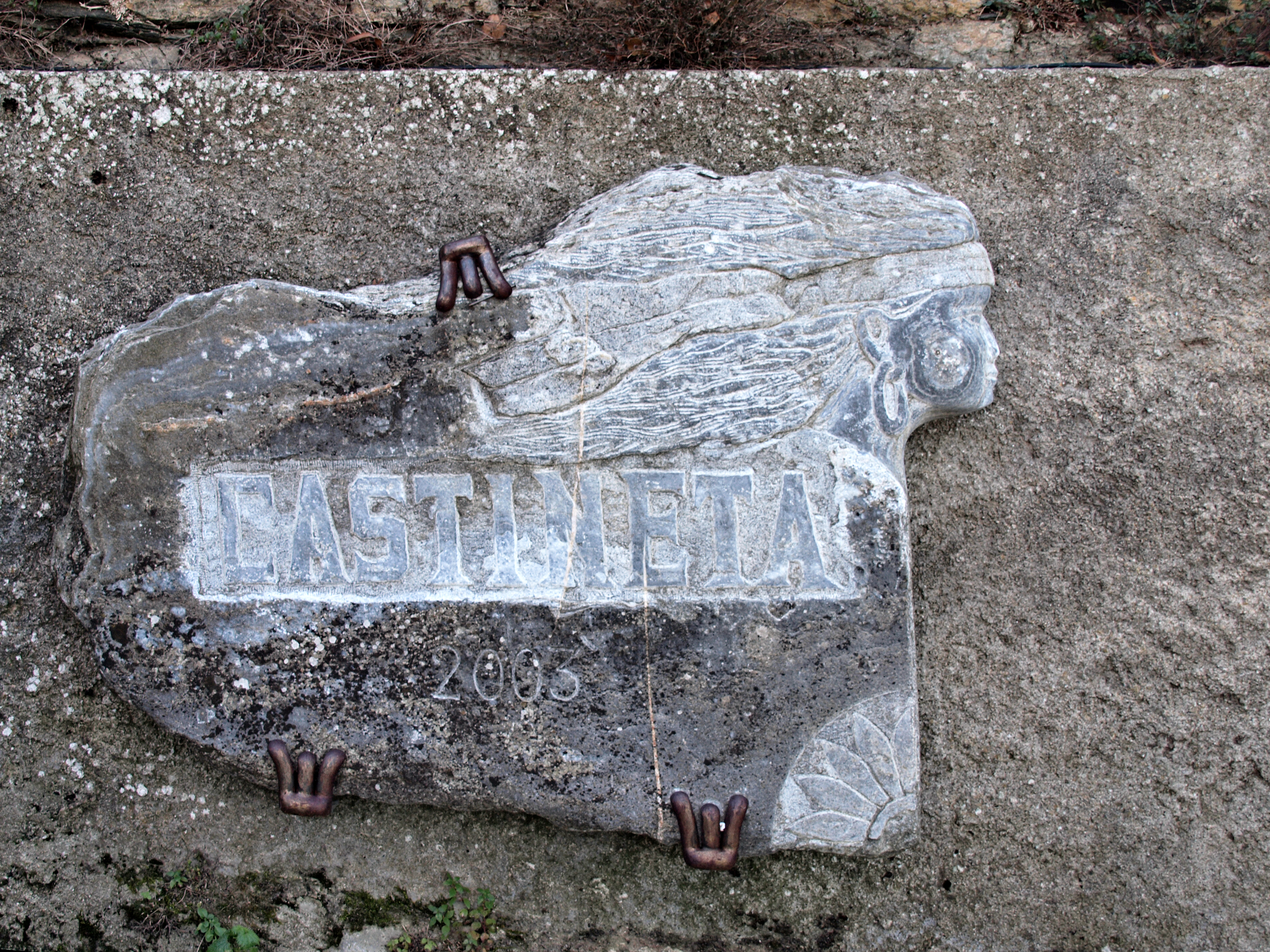
Sculpture à l'entrée de Supranu
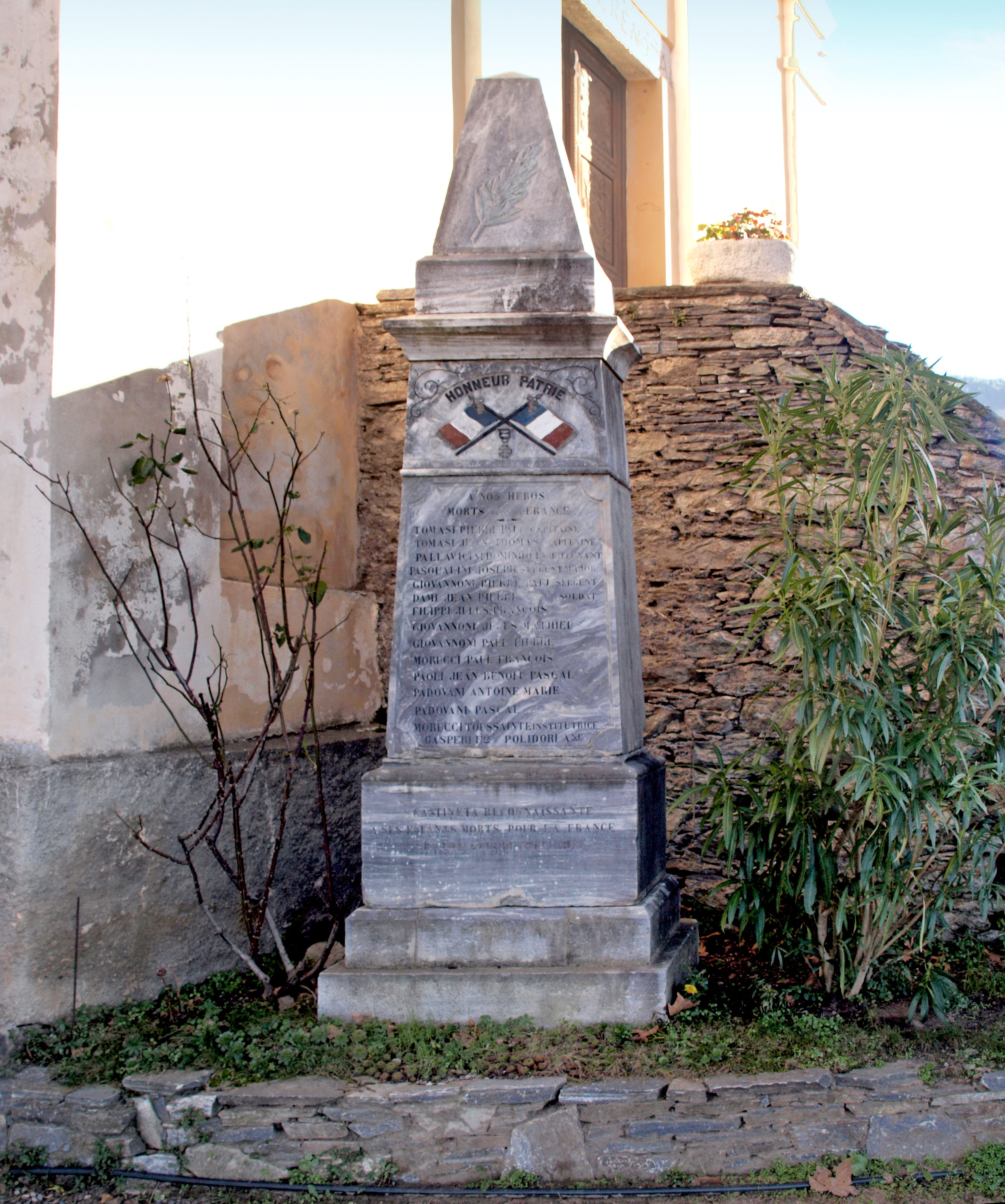
Monument aux morts.
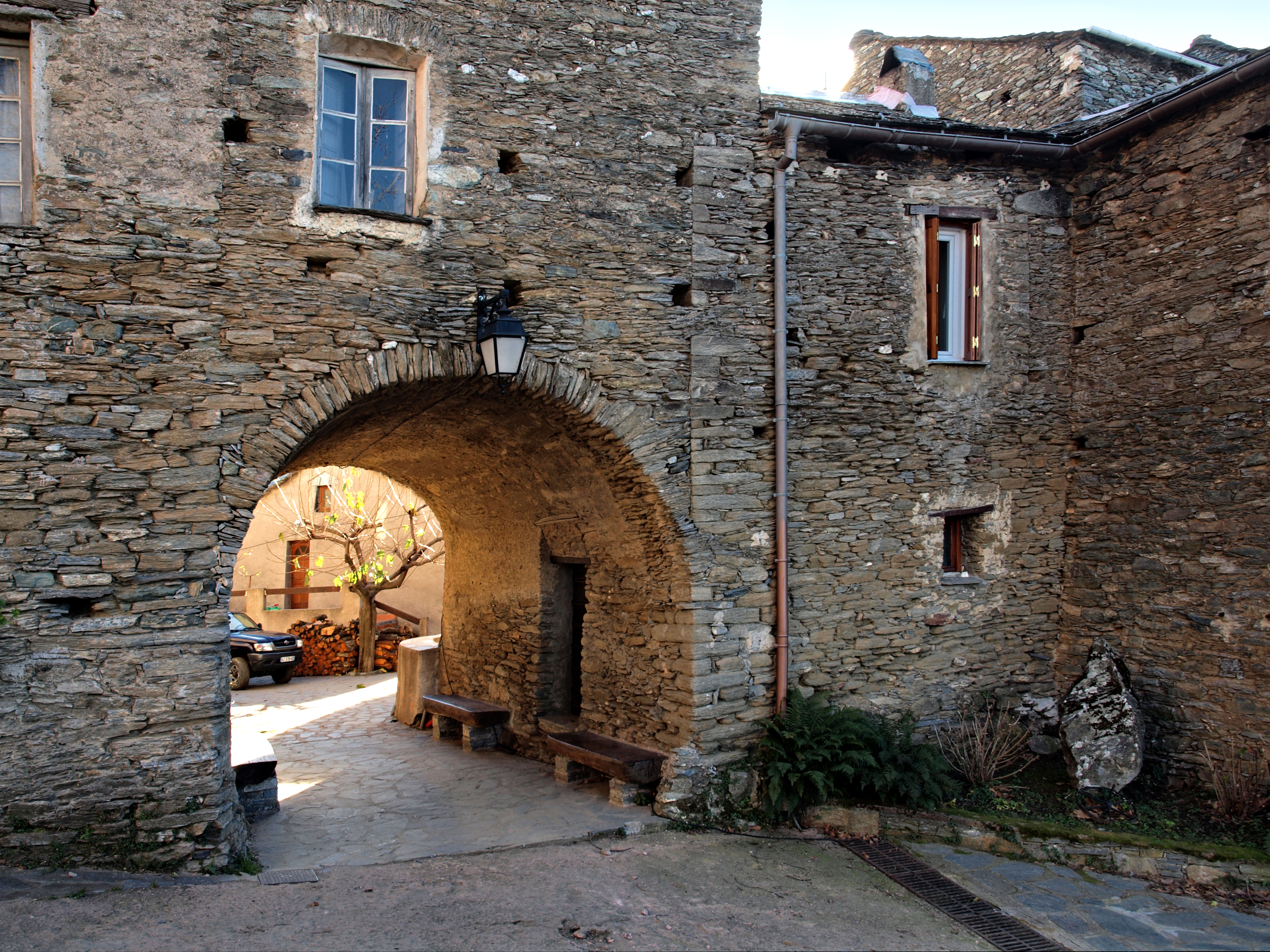
Passage voûté.
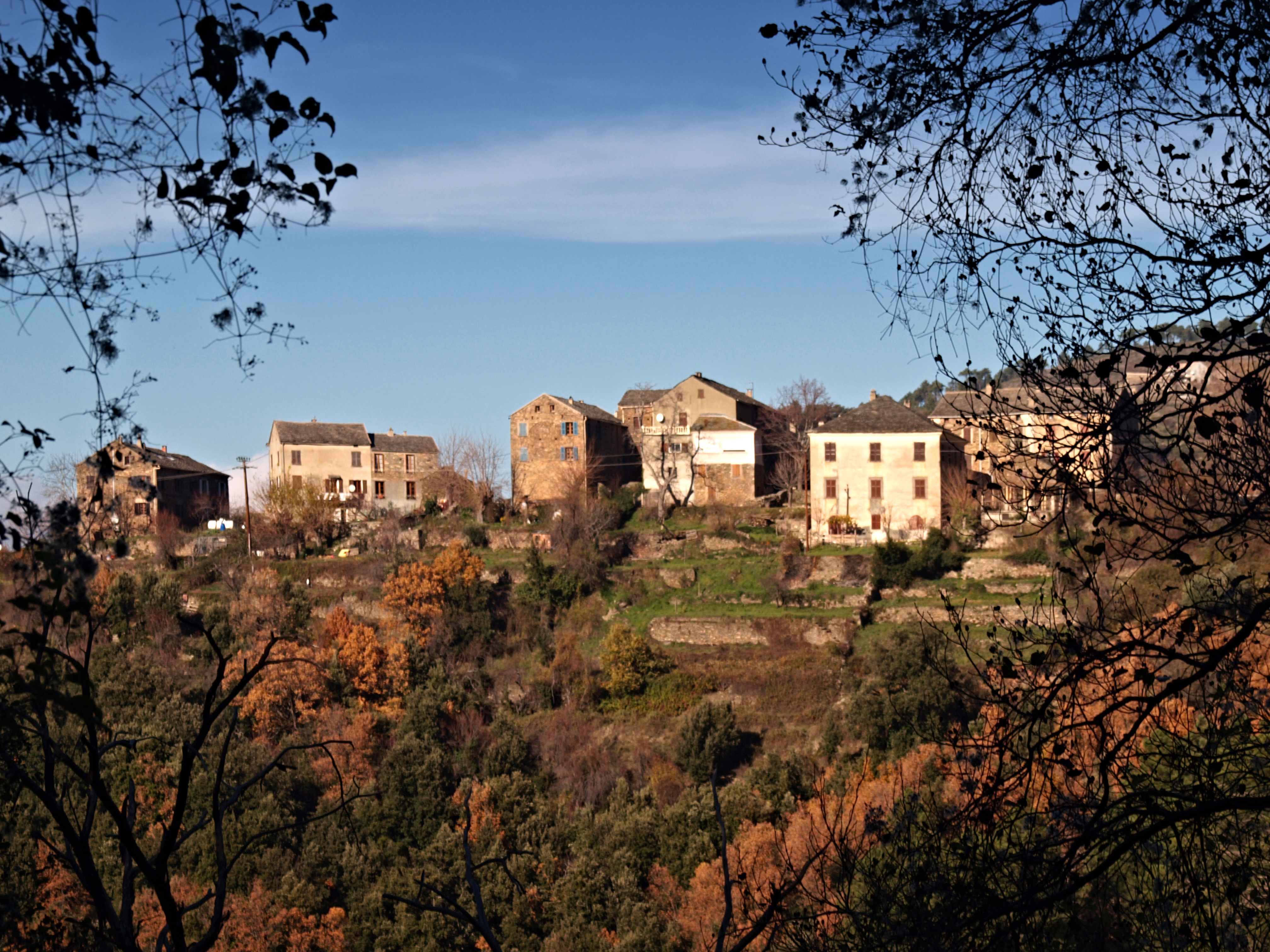
Castinetta Sottana.

### Patrimoine naturel

#### ZNIEFF
La commune est concernée par deux zones naturelles d'intérêt écologique, faunistique et floristique de 2e génération :
Hêtraies du massif du San Petrone
La forêt de San Pietro d'Accia est divisée en deux massifs, l'un au nord, concernant Castinetta, qui s'étend du col de Prato (985 mètres) jusqu'au sommet du San Petrone (1 767 mètres), point culminant de la Castagniccia, et l'autre au sud qui comprend les crêtes et les versants boisés entre le Monte Calleruccio (1 484 mètres) et la Punta di Caldane (1 724 mètres). Cette forêt communale, soumise au régime forestier, est exploitée localement pour le bois de chauffage.
La zone fait l'objet de la fiche ZNIEFF 940004200 - Hêtraies du massif du San Petrone, 2e génération
Châtaigneraies et bois des versants sud et ouest du massif du San Petrone
La zone comprend les formations boisées de la Castagniccia occidentale et du Bozio. Elle s'étend du nord au sud sur les bassins versants des affluents du Golo, de la Casaluna, de la Bravone et du Corsigliese qui se jette dans le Tavignano.

### Personnalités liées à la commune
- Ange Tomasi, né en 1883 à Corte,  il meurt en 1950 à Ajaccio[21]. Issu d'une famille de bergers, à l’âge de 13 ans, il rencontre le photographe Jean-Baptiste Moretti qui l’engage comme tireur, retoucheur, puis portraitiste dans son atelier de Corte. Très vite, il veut sortir de l’atelier et explorer les possibilités de ce nouveau support artistique, parallèlement à sa passion pour la peinture. Il n’a pas 20 ans quand il s’installe à Bastia comme photographe. Mobilisé en 1914, il s’établit ensuite à Ajaccio comme portraitiste et éditeur d’art à la fin de la guerre. À cette époque, il se lie d’amitié avec un photographe allemand qui lui laisse 400 plaques de verre réalisées en Corse de 1880 à 1900. Au cours de sa vie, Ange Tomasi réalise plus de 40 000 clichés sur plaque en verre de toute la Corse. Il s’intéresse à toutes les innovations techniques et utilise les premiers appareils Rolleiflex et Leica. Il s’intéresse également au cinéma et rencontre Auguste Melies, qui décède à Ajaccio en 1915. Il travaille avec des opérateurs tels que Jacques Catani qui assure le suivi de son studio. La plupart des clichés utilisés sont imprimés sur cartes postales, éditées par lui et imprimées sur le continent. Il est un des principaux photographes de la Corse de l’entre-deux guerres, et considéré par le milieu de la photographie comme un pionnier de cet art.

Il est le beau-père d'André Léotard, maire de Fréjus, et le grand-père du ministre François Léotard et de l'acteur Philippe Léotard dit Léotard-Tomasi et de Dominique Léotard.
- Ambrosi Alexandre (Castineta 1798 - décédé en 1842). Poète improvisateur.
- Paul-François Morucci (Castineta 1868 - Château-Arnoux, Basses-Alpes 1935). Médecin (dit "le médecin des pauvres"). Député de Marseille (1919). Poète[12].